# 自忠
23°29′2.6″N 120°49′48.9″E / 23.484056°N 120.830250°E

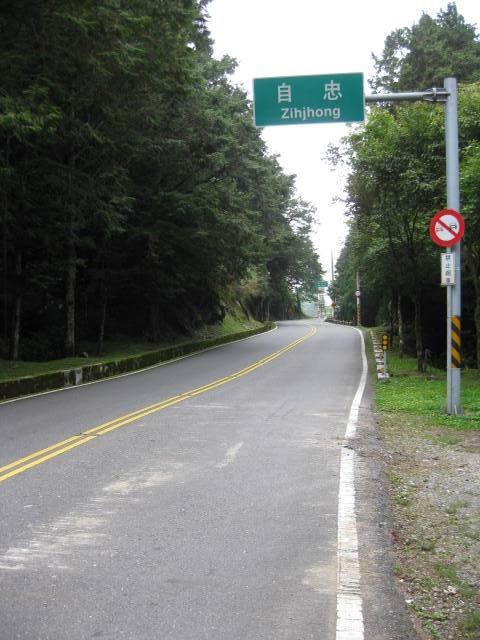
自忠

自忠，臺灣地名，舊名九欑仔頭，海拔約2280公尺，位於臺18線95.5公里（原里程數83公里），相當於嘉義縣阿里山鄉與南投縣信義鄉交界，距離嘉義市區有82公里，為新中橫公路的景點。

## 歷史

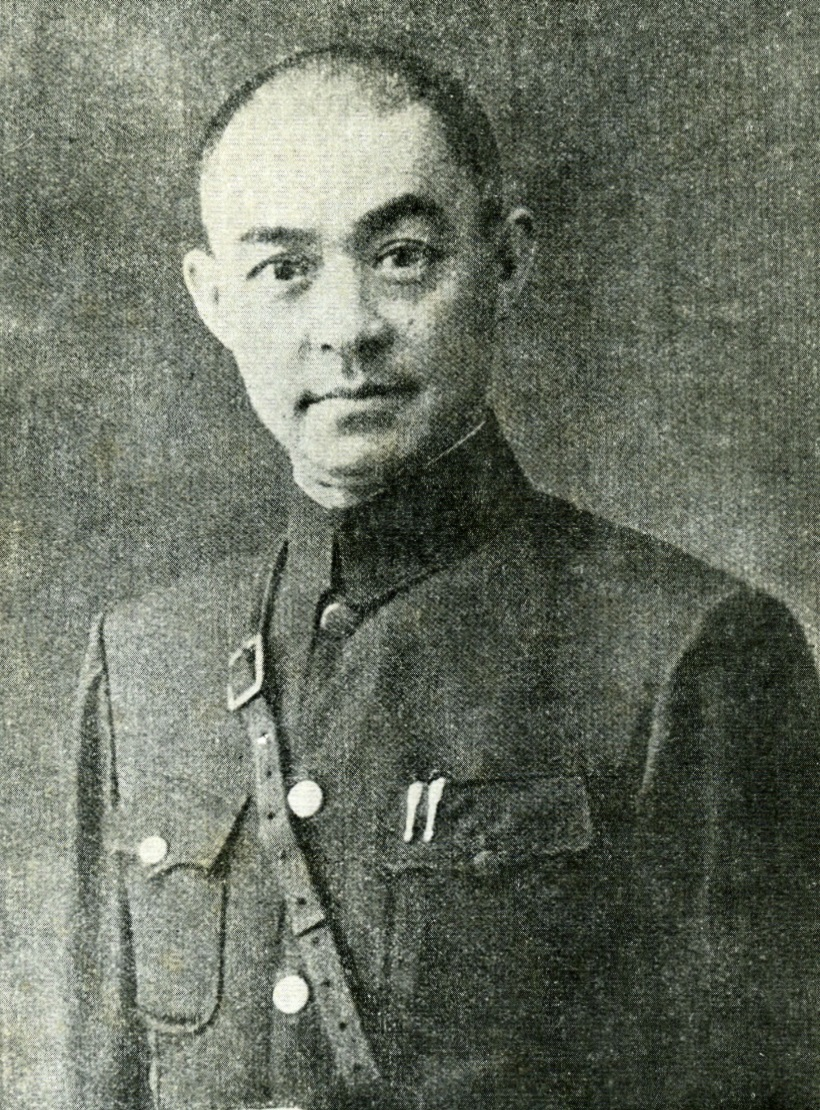
張自忠

日治時期，當地隨阿里山林業開發而開始發展，以臺灣總督兒玉源太郎之名取為「兒玉」（ Kodama）。1951年10月27日，蔣中正前往阿里山視察，於一制高點發現該地頗似張自忠的戰亡地，故以其名命名該地，並沿用至今。
自忠（兒玉）的出現是自1934年開始，由阿里山本線自沼平完成兒玉線，做為伐木運輸用途林場鐵道，由本線分歧出哆哆咖線、水山線、霞山線等林場鐵道後，於分歧點設立車站，兒玉之名由此座車站而生，現存雪峰派出所位置就是當年兒玉車站所在，設站時間不詳。自忠（兒玉）的路段可稱之為水山本線，從自忠過後本線稱為多多咖線或東埔線，而從自忠則又分歧水山支線進入林場。水山支線（又稱興岡線、水山線）早在西元1941年時，負責東埔下線一帶伐木作業人員移至76-80林班，並修建這條由水山本線終點兒玉（自忠）分歧出的水山支線，當時全長5.2公里，1944年伐木工作人員作業延伸至93林班並將鐵道路線延伸，該線全長約7.5公里，國民政府接管臺灣後1950年代殘材處理時仍續用該線。當時這條路線應為舊眠月線拆除後，使用舊軌道重鋪而成。當林場業務結束後，這條林場線成為少數幾條未拆除軌道的路線之一。除了水山線留在特富野古道，部份自忠線鐵道尚存阿里山森林遊樂區，其餘林場鐵道已荒沒或拆除。1970年代，國民政府下令禁止伐木，臺灣伐木業才走入歷史。1978年，闢建新中橫公路則選線在哆哆咖線，從自忠至塔塔加此段鐵道拆除。目前自忠多數是旅客會健行特富野古道，或登山客進入水山山區才有顯得熱鬧些，實際而言，自忠已不復日治時期興盛。

## 水文
曾文溪水源頭主要來自阿里山山區，曾文溪上游後大埔溪、濁水溪上游那瑪嘎班溪，將兩水系相隔，自忠成為曾文溪、濁水溪的分水嶺。曾文溪諸多河川來自於自忠山區，其中後大埔溪、特富野溪、伊基斯安娜溪便是流向下游諸多鄒族部落，舊阿里山鄉治達邦部落便是其中。

## 設施
- 入山檢查哨：自忠位置恰好在阿里山與塔塔加公路中點，且是阿里山山脈與玉山山脈谷間隘口，曾設立入山檢查哨，如今早已廢除。
- 雪峰派出所：派出所現址是日治時期兒玉車站，地處於自忠則常慣稱「自忠派出所」，隸屬於嘉義縣警察局竹崎分局 （页面存档备份，存于），現已裁撤，目前建物由阿里山派出所管理。
- 曾文水庫管理中心水山雨量測報站

## 景點
- 自忠景點：
  - 特富野古道：入口位於雪峰派出所旁，全長6.32公里，由林務局嘉義林區管理處規劃設立，終點是通往特富野部落而命名，曾是林場鐵道水山線運輸路線，至今仍保留在特富野古道上，又名「水山古道」。
  - 玉山景觀公路

- 鄰近景點：
  - 塔塔加遊客中心
  - 塔塔加鞍部（玉山登山口）
  - 鹿林山自然公園
  - 鹿林天文臺
  - 鹿林神木（新中橫神木，石山神木）
  - 水庫神木
  - 塔塔加夫妻樹
  - 阿里山森林遊樂區

## 解
1. ↑  因行政院公告變更台18線里程數，公路總局將新舊里程數位置變更後，仍會有誤差出現，故採取新舊里程並留。
2. ↑  自忠線在日治時期是伐木鐵道，據知是1926年建造，但尚未有文獻查證。國民政府遷台之後，這些伐木鐵道就被更名，例如：兒玉線即今自忠線、哆哆咖線即今塔塔加線。
3. ↑  那瑪嘎班溪（Namakaban）於圖中所示郝馬夏班溪，此音譯差異所致。

## 外部連結
- zhouxiaobin. . 無名網誌 （中文（臺灣））.
- （日語） 玉山から八通関旧道まで
- （繁體中文） 走在天神的足跡裡 鄒族特富野古道 （页面存档备份，存于）